# Влада переконань
«Влада переконань» (англ. The Power of Few) — кінофільм режисера Леона Маруччі, що вийшов на екрани в 2013 році.

## Зміст
Дія фільму відбувається в Новому Орлеані. На перший погляд здається, що один житель мегаполісу — ніщо, всього лише піщинка, загублена у вирі подій великого міста. Але насправді вчинки кожної людини змінюють долі тих, хто його оточує, створюючи концентричні кола змін, що зачіпають тисячі доль.

## Ролі
| Актор            | Роль      |
| ---------------- | --------- |
| Крістофер Вокен  | Доук      |
| К'оріанка Кілчер | Алекса    |
| Крістіан Слейтер | Клайд     |
| Ентоні Андерсон  | Джанкшоу  |
| Фішер Ешворт     | брат Корі |
| Девон Джіргарт   | Корі      |
| Тайон Джонсон    | Фью       |
| Сіхуару Кілчер   | Лука      |
| Ларрі Кінг       |           |
| Мун Бладгуд      | Мала      |
| Стіггіді Стів    | -         |

## Знімальна група
- Режисер — Леон Маруччі
- Сценарист — Леон Маруччі
- Продюсер — Фред Д'Аміко, Джиммі Холкомб, К'оріанка Кілчер
- Композитор — Майкл Сімпсон